# Bruksindustriföreningen
Bruksindustriföreningen är järnindustrins branschorganisation inom Svenskt Näringsliv.
Bruksindustriföreningen har till uppgift att företräda den svenska järnindustrin och tillvarata dess intressen speciellt i för den svenska industrin gemensamma frågor. Bruksindustriföreningen arbetar inom Jernkontorets organisation.